# Apogeshna stenialis
Apogeshna stenialis là một loài bướm đêm trong họ Crambidae.